# Vaccin contre les infections invasives à Haemophilus influenzae de type b

Le vaccin contre les infections invasives à Haemophilus influenzae de type b est un vaccin destiné à prévenir les infections dues à la bactérie Haemophilus influenzae de type b. L'efficacité du vaccin est importante et ses effets secondaires sont le plus souvent sans gravité. Il fait partie en France des vaccins obligatoires chez le nourrisson.

## Rappels
Haemophilus influenzae de type b est une bactérie responsable d'infections à types d'otites ou de surinfections bronchiques, et surtout de formes invasives telles que méningites, épiglottites, bactériémies, cellulites, arthrites, pneumonies et ethmoïdites.

## Caractéristiques
Le vaccin contre les infections invasives à Haemophilus influenzae de type b contient du polyribosyl-ribitol-phosphate, un polyoside spécifique de la capsule bactérienne, conjugué à des protéines. En France, le vaccin disponible est conjugué à l'anatoxine tétanique ; il existe sous forme isolée ou sous forme combinée :
- aux vaccins contre la coqueluche, la diphtérie, la poliomyélite et le tétanos (vaccin DTCP-Hib) ;
- aux vaccins contre la coqueluche, la diphtérie, l'hépatite B, la poliomyélite et le tétanos (vaccin DTC-HepB-P-Hib).

Les vaccins doivent être administrés par voie intramusculaire.

## Recommandations
En France, la vaccination obligatoire du nourrisson consiste en 2 injections à 2 mois d'intervalle, aux âges de 2 et 4 mois, suivies d'un rappel à l'âge de 11 mois.
En Belgique le vaccin est recommandé chez les nourrissons selon un schéma à 4 dose à 2, 3, 4 mois puis un rappel à 15 mois.

## Efficacité
L'efficacité du vaccin est de l'ordre de 100 %.

## Tolérance
À la suite de l'injection du vaccin contre les infections invasives à Haemophilus influenzae de type b, une douleur, une rougeur ou une tuméfaction du site d'injection survient dans 5 à 30 % des cas. Une fièvre s'observe dans 5 % des cas. De rares cas d'œdèmes des membres inférieurs ont également été rapportés.
Le vaccin est contre-indiqué en cas d'hypersensibilité à l'un des composants.